# Chynna Phillips
Pour les articles homonymes, voir Phillips.
Chynna Phillips est une chanteuse-compositrice et une actrice américaine née à Los Angeles en Californie le 12 février 1968.

## Biographie

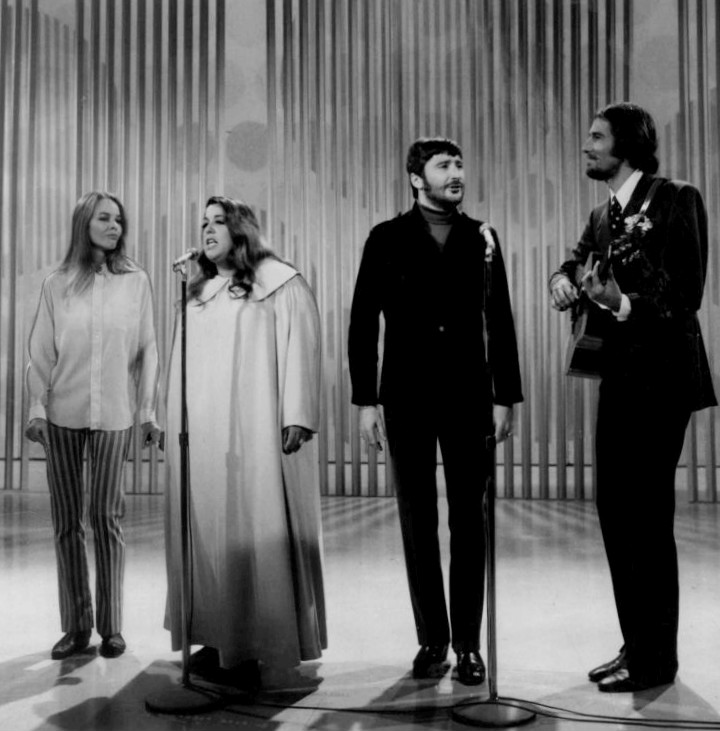
Michelle Phillips (à gauche) et John Phillips (à droite) en 1967 avec le groupe The Mamas and the Papas.

Elle est la fille de Michelle et John Phillips qui se sont rencontrés alors qu'ils étaient en tournée en Californie avec leur groupe The Journeymen. John qui divorce de sa femme d'alors, épouse Michelle le 31 décembre 1962, alors âgée de 18 ans. En 1968, elle donne naissance à leur fille.
Chynna grandit en Californie. Ses parents divorcent en 1970. Elle devient dépendante à la drogue et à l'alcool dans les années 80.
Elle participe au groupe Wilson Phillips avec lequel elle acquiert la notoriété au début des années 1990.
Elle se convertit au christianisme en 2003.
Son père est décédé le 18 mars 2001, d'une crise cardiaque, à l'âge de 65 ans.
Elle rencontre l'acteur William Baldwin en 1991 et sont mariés depuis 1995. Le couple a trois enfants, une fille Jameson (né en 2000), un fils Vance (né en 2002) et une fille Brooke (né en 2004).

## Discographie
- 1995 : Naked and Sacred (en), EMI Records.

## Filmographie

### Cinéma
- 1975 : Little Boy Blue de Beth Brickell :
- 1987 : L'Amour à l'envers (Some Kind of Wonderful) de Howard Deutch : Mia
- 1988 : The Invisible Kid (en) de Avery Crounse : Cindy Moore
- 1988 : Le Golf en folie 2 (Caddyshack II) de Allan Arkush : Mary Frances 'Miffy' Young
- 1989 : Un monde pour nous (Say Anything...) de Cameron Crowe : Mimi
- 2011 : Mes meilleures amies (Bridesmaids) de Paul Feig : Elle-même

### Télévision

#### Téléfilms
- 1988 : Moving Target (en) de Chris Thomson : Megan Lawrence
- 1988 : Goodbye, Miss 4th of July de George Trumbull Miller : Alma
- 1989 : The Comeback de Jerrold Freedman : Jessica
- 1989 : Traveling Man de Irvin Kershner : Mona Voight
- 1989 : L'amour ruiné (Roxanne: The Prize Pulitzer) de Richard Colla : Roxanne Pulitzer
- 1995 : Bye Bye Birdie de Gene Saks : Kim MacAfee

#### Séries télévisées
- 2004, 2005 et 2007 : Danny Fantôme (Danny Phantom) : Kitty (voix) (3 épisodes)